# Day by Day (film 1913)
Day by Day è un cortometraggio muto del 1913. Il nome del regista non viene riportato nei credit del film che aveva come interpreti Minor Watson, Ruth Hennessy, Gertrude Forbes, Wallace Beery, Betty Brown.

## Trama
Rimasto senza un soldo, Frank viene piantato dalla fidanzata Vivian. Per vivere, il giovane va a lavorare insieme a Bill, l'uomo che gli vendeva il ghiaccio. Durante un picnic, conosce Betty, sua sorella, e se ne innamora. I due si sposano proprio quando la fortuna cambia e Frank, girato il mercato in suo favore, rientra in possesso di tutto il denaro perso in precedenza. Quando Vivian e sua madre vengono a sapere delle sue mutate condizioni finanziarie, lo chiamano subito ma solo per scoprire che la donna che lo accompagna e che lui presenta, non è altri che la sua nuova moglie.

## Produzione
Il film fu prodotto dalla Essanay Film Manufacturing Company.

## Distribuzione
Distribuito negli Stati Uniti dalla General Film Company, il film - un cortometraggio di una bobina - uscì nelle sale cinematografiche il 22 ottobre 1913.